# Anita norella
Anita norella är en fjärilsart som beskrevs av William Schaus 1906. Anita norella ingår i släktet Anita och familjen tandspinnare. Inga underarter finns listade i Catalogue of Life.